# Marie Bregendahl
Œuvres principales
En dødsnat (1912), Billeder af Sødalsfolkenes (1935)
Marie Bregendahl née Sørensen (6 novembre 1867, Fly - 22 juillet 1940, Copenhague), est l'une des auteures danoises les plus reconnues de la littérature régionale, dont les romans et les nouvelles étaient écrits dans un style réaliste.

## Biographie
Originaire du district de Viborg au Danemark, elle grandit dans une ferme de la région, un milieu rural qui deviendra le cadre privilégié de ses romans. En 1893, elle épouse le poète populaire Jeppe Aakjær. Ensemble, ils ont un fils Svend Aakjær, né en 1894, mais la vie moderne de la métropole n'est pas du goût de Marie Bregendahl et le couple divorce en 1900.

## Carrière littéraire
Marie Bregendahl commence à publier ses premières histoires dès 1904 avec l'ouvrage Hendrik i Bakken qui dépeint les difficultés conjugales d'un introverti dont la femme rejette les avances. À travers ses textes, l'auteure décrit la vie des habitants des zones rurales avec sympathie et une profonde compréhension de leur vie sociale. Ses écrits unissent la réalité naturaliste avec un réalisme presque grotesque enraciné dans la tradition orale. Son roman le plus connu En dødsnat (A night of death), basé sur la mort de sa mère quand elle avait seulement 12 ans, est édité en 1912. L'histoire séduit par le point de vue utilisé, celui d'enfants et de leur regard sur les conditions de vie du monde agricole. Une forme qui se poursuit dans le recueil de nouvelles Med Åbne Sind, éditée en 1926. En 1934, pour Holger Hauge og hans Hustru I-I, elle évoque les mutations d'une époque en abordant le mariage moderne dit "d'amour" tout comme l'agriculture coopérative.
Malgré le succès populaire de l'ensemble de sa production littéraire, seul Billeder af Sødalsfolkenes (Images de la vie du peuple de Sødal) (1914-1923), une œuvre de huit volumes, reste considérée comme la principale contribution de l'auteure à la littérature danoise. Elle y décrit des chroniques de vie quotidienne des agriculteurs du Jutland de l'Ouest au XIXe siècle. En tant que narratrice, le travail de Marie Bregendahl est souvent apparentée à celui de l'auteure suédoise Selma Lagerlöf. Son étude du milieu rural et de la psychologie de sa population a fortement inspiré les récits de l'auteure norvégienne Sigrid Undset.

## Publications
- Hendrik i Bakken (Hendrik à Bakken), 1904
- En dødsnat, 1912, traduit en anglais comme A Night of Death, 1931
- I de lyse nætter (Les nuits lumineuses), recueil de nouvelles, 1920
- I håbets skær (Dans l'espoir de l'espoir), recueil de nouvelles, 1924
- Thora, recueil de nouvelles, 1926
- Med åbne sind (Avec un esprit ouvert), recueil de nouvelles, 1926
- Den blinde rytter (Le coureur aveugle), recueil de nouvelles, 1927
- Når jul er nær (Quand Noël est proche), recueil de nouvelles, 1927
- Holger Hauge og hans hustru (Holger Hauge et sa femme), 1934-1935
- Sødalsfolkene (Les gens Sødal) , recueil de nouvelles, 1935
- Møllen og andre fortællinger (Le moulin et d'autres histoires), recueil de nouvelles, 1936
- Filtret høst (Filtrer l'automne), recueil de poèmes, 1937
- Birgitte Borg, roman inachevé, 1941